# Diana Palmer
Diana Palmer, pseudonimo di Susan Spaeth Kyle (Amarillo, 11 dicembre 1946), è una scrittrice e giornalista statunitense, vincitrice di premi letterari.

## Biografia
Susan Spaeth è stata per 16 anni una giornalista nota con il suo vero nome. Dal 1979 si è dedicata a tempo pieno alla stesura di romanzi riscuotendo un buon successo sotto lo pseudonimo di Diana Palmer. In seguito è stata autrice di fantascienza come Susan S. Kyle, ma ha anche firmato le sue opere come Diana Blayne, Katy Currie e con il nome da sposata Susan Kyle. Felicemente sposata con James Kyle da cui ha avuto un figlio  è un'autrice molto prolifica: attualmente ha più di un centinaio di titoli al suo attivo, un numero ragguardevole che giustifica dichiarando che le sono sufficienti un paio di mesi per un romanzo.

## Opere
- Now and Forever (Un segreto delizioso), 1979
- Storm Over the Lake (Baruffe d'amore), 1979
- To Have and to Hold, 1979
- Sweet Enemy, 1980
- Love on Trial (Incendio di Passione/Un uomo irresistibile), 1980
- Dream's End, 1980
- The Morcai Battalion, 1980
- Bound By a Promise, 1980
- To Love and To Cherish, 1980
- Cuori sotto accusa[1] (If Winter Comes), 1981
- At Winter's End, 1981
- Prendimi fra le tue braccia (A Waiting Game),[2] 1982, scritto col nome di Diana Blayne
- Heather's Song (I frutti proibiti), 1982
- The Cowboy and the Lady (Da donna a femmina), 1982
- September Morning (Morbida come un batuffolo), 1982
- Darling Enemy (Adorato nemico), 1983
- A Loving Arrangement (Buona notte, Amore), 1983, scritto col nome di Diana Blayne
- Un'isola per dimenticare (White Sand Wild Sea),[2] 1983, scritto col nome di Diana Blayne
- Dark Surrender (Perdono a occhi chiusi),1983, scritto col nome di Diana Blayne
- Fire and Ice (Fuoco contro ghiaccio), 1983
- L'uccello ferito[1] (Snow Kisses), 1983
- Color Love Blue (L'azzurro colore dell'amore), 1984, scritto col nome di Diana Blayne
- Roomful of Roses, 1984
- Heart of Ice (Un Natale tutto rosa), 1984
- Passion Flower, 1984
- Diamond Girl (Diamante grezzo), 1984
- The Rawhide Man (La moglie del diavolo), 1984
- Lady Amore[1] (Lady Love), 1984
- Blind Promises, 1984, scritto col nome di Katy Currie
- The Australian, 1985
- Soldier of Fortune, 1985
- Cattleman's Choice (Lezioni d'amore), 1985
- The Tender Stranger, 1985
- Buon compleanno Mr Carson[1] (Love By Proxy), 1985
- Tangled Destinies (Trame del destino),1986, scritto col nome di Diana Blayne
- After the Music, 1986
- Champagne Girl, 1986
- Unlikely Lover, 1986
- Eye of the Tiger (In ginocchio da te) 1986
- Loveplay, 1986
- Rawhide and Lace (Occhi di ragazza), 1986
- Tempesta di passioni (Rage of Passion),[1] 1987
- Fit for a King, 1987
- Betrayed by Love (Nessuno mi può giudicare!), 1987
- Fuoco sotto la neve[1] (The Humbug Man), 1987 (racconto)
- Woman Hater, 1988
- Calhoun (Fiore di serra), 1988
- Justin, 1988
- Tyler, 1988
- Un posto nel tuo cuore[1] (Enamored), 1988
- Diamond Spur (La scelta di Kate),1988, scritto col nome di Susan Kyle
- Sutton's Way, 1989
- Amando... s'impara (Reluctant Father),[1] 1989
- Hoodwinked (Intime sensazioni), 1989
- His Girl Friday (Stasera, tacchi a spillo), 1989
- Fire Brand (Un fiore nel deserto),1989, scritto col nome di Susan Kyle
- Ethan, 1990
- Lui non sa che io so (Connal),[1] 1990
- Denim and Lace (L'amore proibito),1990 scritto col nome di Diana Blayne
- Hunter (Hunter),1990
- Miss Greenhorn, 1990 (racconto)
- Night Fever (Febbre d'amore),1990 scritto col nome di Susan Kyle
- Occhi d'argento[1] (Harden),1991
- Una splendida farfalla (Evan),[1] 1991
- Nelson's Brand (Un amore sicuro),1991
- The Best Is Yet to Come (Un folle sogno) 1991
- Passione proibita (After Midnight),[1] 1993
- Amelia, 1993
- Night of Love in Crowned hearts Anthology (Notti d'amore), 1993
- King's Ransom, 1993
- Noelle, 1993
- Nora, 1993
- Trilby, 1993
- Rogue Stallion, 1994
- Secret Agent Man (Solo per i suoi Occhi), 1994
- All That Glitters, 1995
- Maggie's Dad, 1995
- Magnolia, 1996
- Man of Ice (Un uomo glaciale), 1996
- The Patient Nurse, 1997
- The Savage Heart, 1997
- Midnight Rider, 1998
- Accadde a Parigi (Once in Paris),[1] 1998
- Love with a Long, Tall Texan, 1999
- Tra orgoglio e passione (Paper Rose),[1] 1999
- La legge del silenzio (Lord of the Desert),[1] 2000
- The Texas Ranger, 2001
- A Man of Means (Uniti dal destino), 2002
- Prima della passione (Desperado),[1] 2002
- Lawless, 2003
- Man in Control (Agli Ordini della Passione), 2003
- A Hero's Kiss, 2003 (racconto)
- Renegade, 2004
- Cattleman's Pride (Fidanzati per Caso), 2004
- More Than Words, 2004 (racconto)
- Carrera's Bride (Il Tempo di un Bacio), 2004
- Rosso passione (Before Sunrise),[1] 2005
- Boss Man (Dire Sì alla Passione), 2005
- Passione bruciante (Outsiders),[1] 2006
- Heartbreaker (Passione Irrefrenabile), 2006
- One Night in New York, 2006
- Tycoon Lovers, 2006
- Under the Mistletoe, 2006
- Bachelor Heroes, 2006
- Lawman, 2007
- Winter Roses, 2007
- One Hot Summer, 2007

### Serie & Saghe
"Long Tall Texan" 
- Calhoun
- Justin
- Tyler
- Sutton's Way
- Ethan
- Connal
- Harden
- Evan
- Donavan
- Emmett
- Regan's Pride
- That Burke Man
- Redbird
- Coltrain's Proposal
- Paper Husband
- A Long Tall Texan Summer
- Christmas Cowboy
- Beloved
- Callaghan's Bride
- Love with a Long, Tall Texan
- Matt Caldwell: Texas Tycoon
- The Cowboy and the Lady
- Scintille di passione (Lacy)[1]
- Rawhide & Lace
- Unlikely Lover
- Amico mio, amore mio (Friends and Lovers) [1]
- Rage of Passion
- Night of Love
- King's Ransom
- Secret Agent Man

"Most Wanted" 
- The Case of the Mesmerizing Boss
- The case of the Confirmed Bachelor
- The Case of the Missing Secretary

"Soldier of Fortune" 
- Soldier of Fortune
- The Tender Stranger
- Enamored
- Mercenary's Woman
- The Winter Soldier
- Man in Control
- Heather's Song
- Passion Flower
- Fit for a King
- Reluctant Father
- His Girl Friday
- Hunter